# Bouddhisme en Suisse

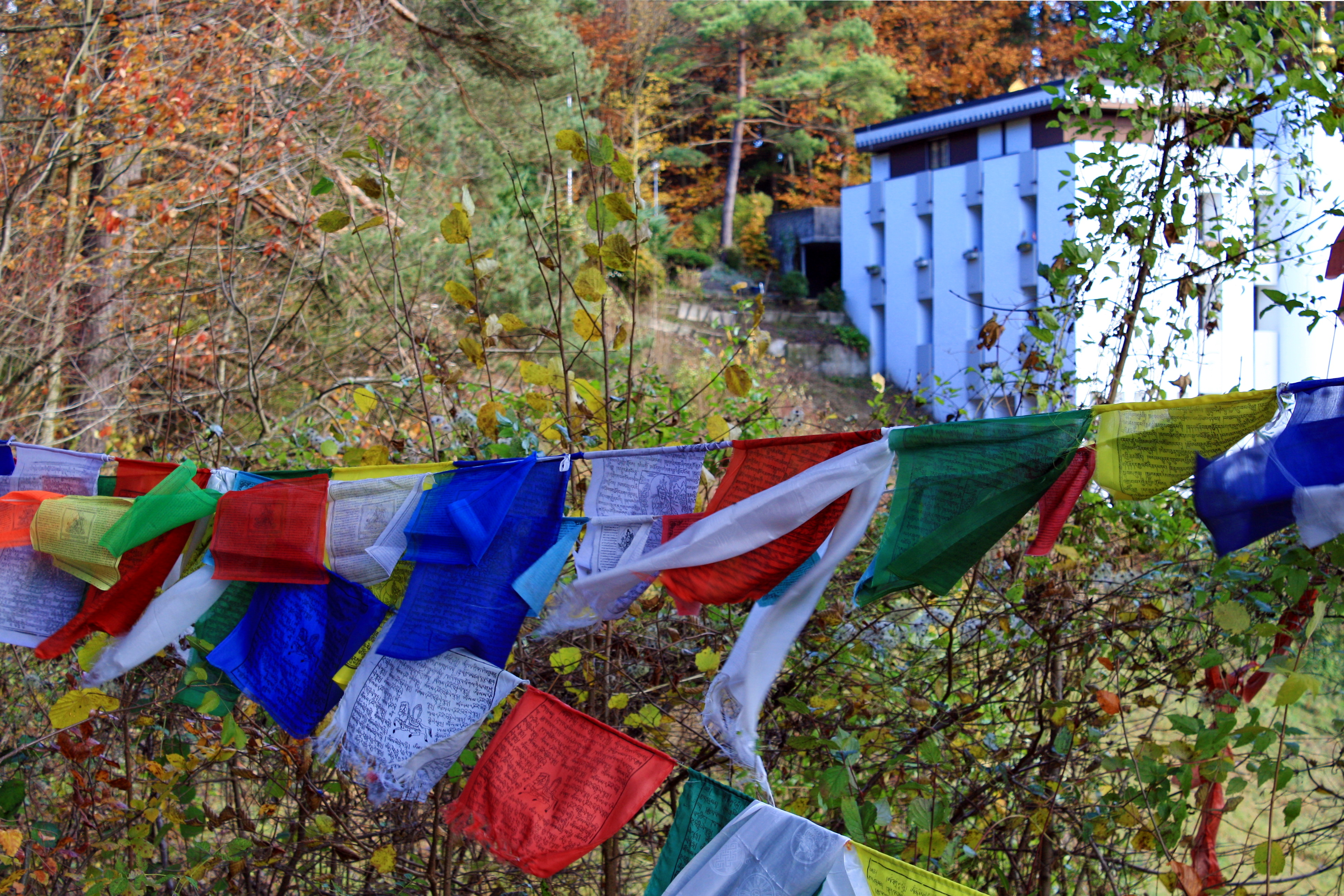
L'Institut tibétain de Rikon situé à Zell-Rikon im Tösstal dans la vallée du Töss (novembre 2009)

Selon le recensement de la population effectué en Suisse en 2000, 21 305 habitants, soit 0,29 % de la population totale, s'identifient comme bouddhistes. Un tiers d'entre eux sont nés en Thaïlande. Le nombre de bouddhistes, cumulé sur 2012-2014, était de 34 648 personnes âgées de 15 ans et plus. En 2014, les bouddhistes représentent 0,5% de la population âgée de 15 ans et plus. Il est cependant difficile de préciser les comportements religieux des bouddhistes. En effet, l'analyse les englobe dans la catégorie "Autres religions" (1,5% de la population de 15 ans et plus) qui regroupe en outre le judaïsme, l'hindouisme et "toutes les autres religions considérées comme telles".